# 賓得士K10D
宾得 K10D，以及其姐妹機三星 GX-10，是于2006年底发布的两款1020萬像素数码单镜头反光相机。该款式相机是日本的宾得公司与大韩民国的三星公司合作研发的款式。
K10D发布于2006年9月13日， 并且在同年11月中旬开始正式销售。而三星GX-10则发布于2006年9月21日并于2007年1月1日开始发售。宾得K10D的后继机型宾得 K20D，則于2008年1月23日发布。
K10D被《流行摄影与绘画》杂志誉为一款“全方位选手”， 并且被列入了该杂志评选2007年"年度相机"的大名单当中。

## 技术与架构
该款式相机包含了一款有效像素高达1020萬像素的CCD感光元件， 并配套了一个22位元的频比数位转换器和图像稳定系统，并提供了一个灰尘清洁功能以帮助用户除去CCD表面积累的灰尘。K10D同时拥有了一个全新的图像引擎，被称为"PRIME"(宾得真实影像引擎)系统，该系统运用的DDR2随机存取存储器，提供了高达800兆字节/秒的带宽。相机机身则采用防尘防水技术密封了72处机身开口。
K10D允许用户将图片保存为JPG格式，宾得RAW图像文件(PEF格式)或者是标准的DNG图像格式。宾得K10D是首个原生就支持DNG标准图像格式的数字相机。

## 竞争与市场
宾得K10D的市场定位与当时市场上其他各种品牌的各种机型都有所不同。 从感光器元件尺寸和价格上看它是索尼 α100，尼康 D80，佳能 400D（在北美洲称为"Digital Rebel XTi"）和奥林巴斯 E-400等诸多在2006年中下旬上市的千万像素机型。当然，感光器元件尺寸对相机的成像质量和机身功能并没有多少影响，因此宾得K10D亦被认为是一些价格更高的机型(比如佳能 30D)的竞争对手，而在当时，K10D所拥有的防水功能更是只有一些价格远高于此的机型，比如尼康 D200，富士 S5 Pro和佳能 EOS-1D Mark II N才拥有的。

## 镜头卡口与镜头兼容

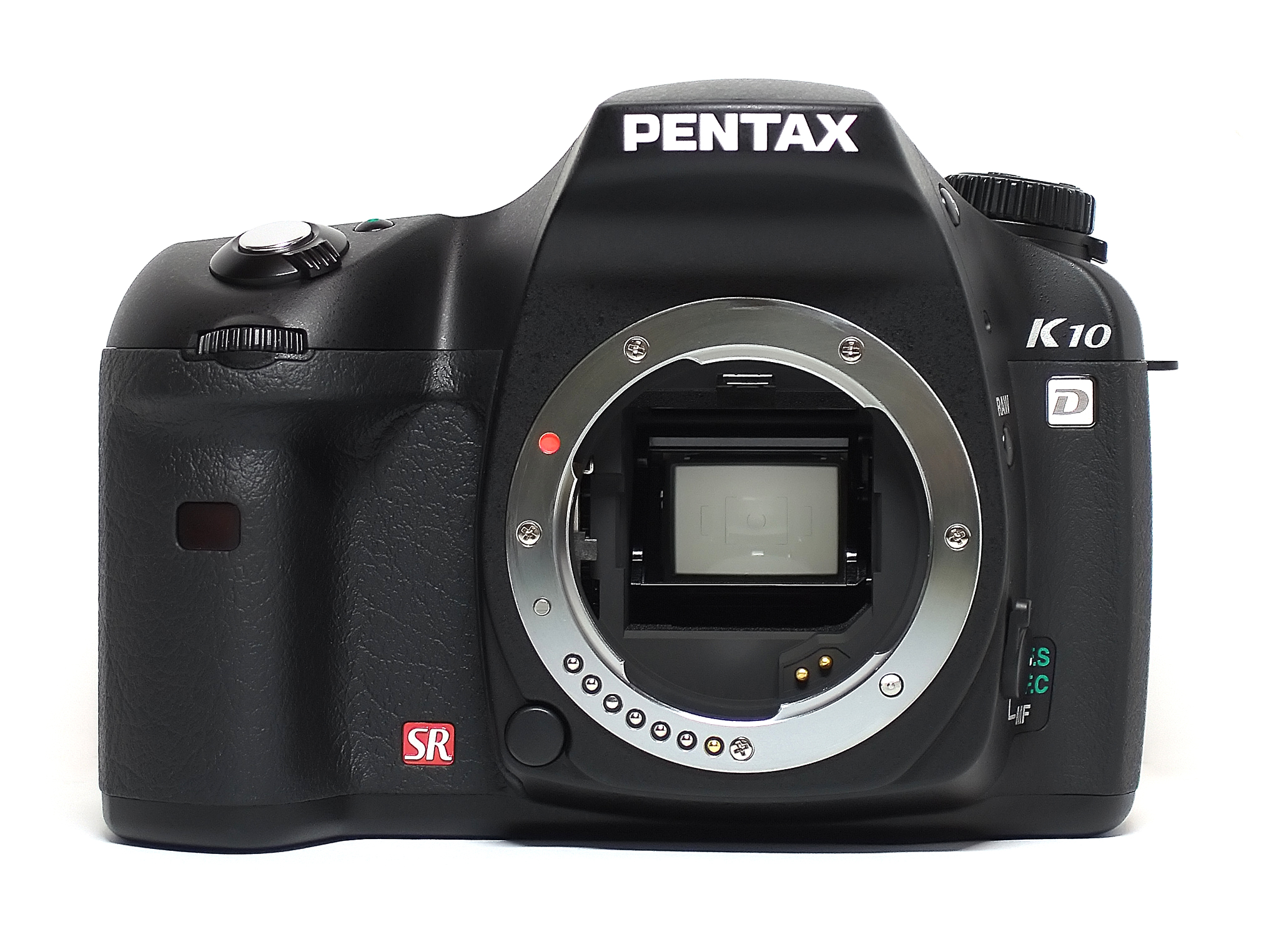
Front, showing K_{AF2} mount.

宾得K10D相机采用了宾得 KAF2 卡口，该款卡口与镜头联系紧密，使得宾得K10D能够支持PZ变焦，并可以从镜头中自动获取镜头的MTF信息 ， 但缺失了对最早的宾得K口镜头的完全支持。
宾得K10D通常与宾得的SMC-DA18-55毫米套头配套销售，这款镜头与佳能和尼康的同款式镜头相比获得了更高的评价，这是由于它拥有更好的制造品质和内带的全时手动对焦功能。
此外，宾得K10D支持了宾得镜头的SDM超声波对焦功能。拥有SDM模块的镜头可以以更快的速度和更小的噪音完成自动对焦作业。此外还有两款和合作伙伴图丽合作开发的防水镜头已经发布，可供选用。
但是由于宾得的数码单反运用的KAF卡口功能并不完整，K10D搭载的KAF2卡口缺乏了自动机械感知镜头光圈环设定的功能。因此，在K10D中使用过去的手动镜头时，需要手动将相机调整为"使用光圈环"模式，才能够进行合适的曝光。使用KA和KAF镜头的时候，则需要将镜头上的光圈环手动拨到A档位才可以获得完全的支持。 

## 三星GX-10
在宾得和三星的合作背景下，宾得K10D也被标示为三星GX-10进行销售。这两款机型实质上是同一款型号，但却有一些小的差别。三星GX-10的按钮标识文字字体略小一些，而按钮本身设计也有些许差别。与此同时，两款机型的手柄样式也略有差别，三星GX-10与宾得K10D的电池手柄是不兼容的，而三星GX-10拥有独立的电池手柄。两款机型使用的固件也不尽相同，它们使用不同的菜单和图标样式，而三星GX-10则不支持宾得的PEF图像文件格式。三星GX-10支持raw格式存储，格式为通用的dng图像格式，并且支持宾得外置闪光灯，如AF360，AF540。三星GX-10支持宾得全系列卡口镜头。

## 奖项
宾得K10D获得了大量的奖项，其中最先获得的是TIPA2007的"最佳专业单反相机"奖项。 2007年八月15日，K10D又获得了欧洲EISA颁发的"2007-2008年度欧洲最佳相机奖"。
在五月17日，宾得又宣布K10D获得了Japanese Camera Grand Prix 2007奖项。 此后，六月14日，宾得宣布为了纪念获得该奖项将发布一款纪念机型。这款K10D纪念机型带有镀金，并拥有配套的电池手柄。亦配有一个皮革制成的印有文字"CAMERA GRAND PRIX 2007"字样的相机包。
K10D还获得了American Photo的2007年度高端单反编辑选择奖。(Volume 18, No. 4 July/August) 

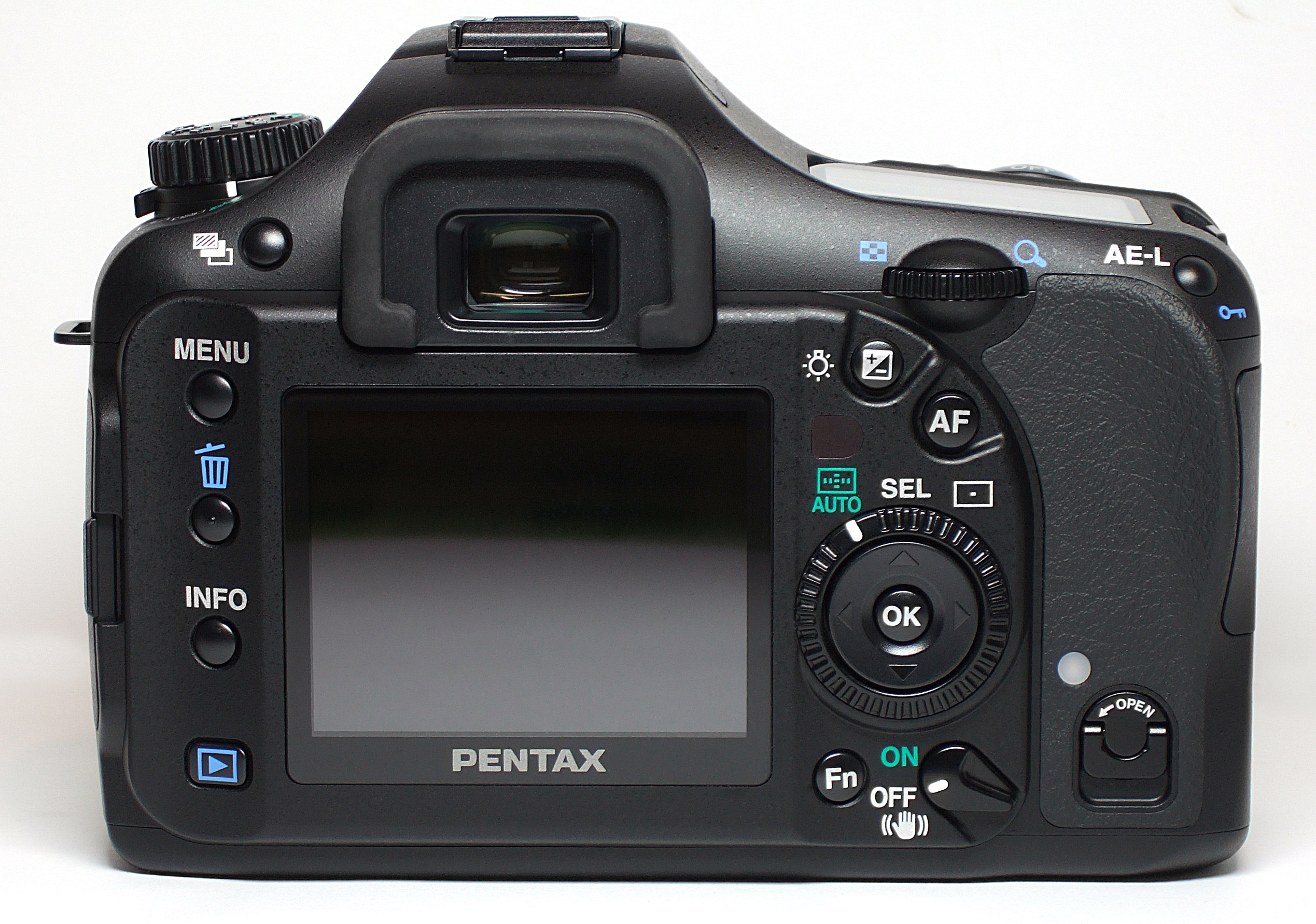
Rear.
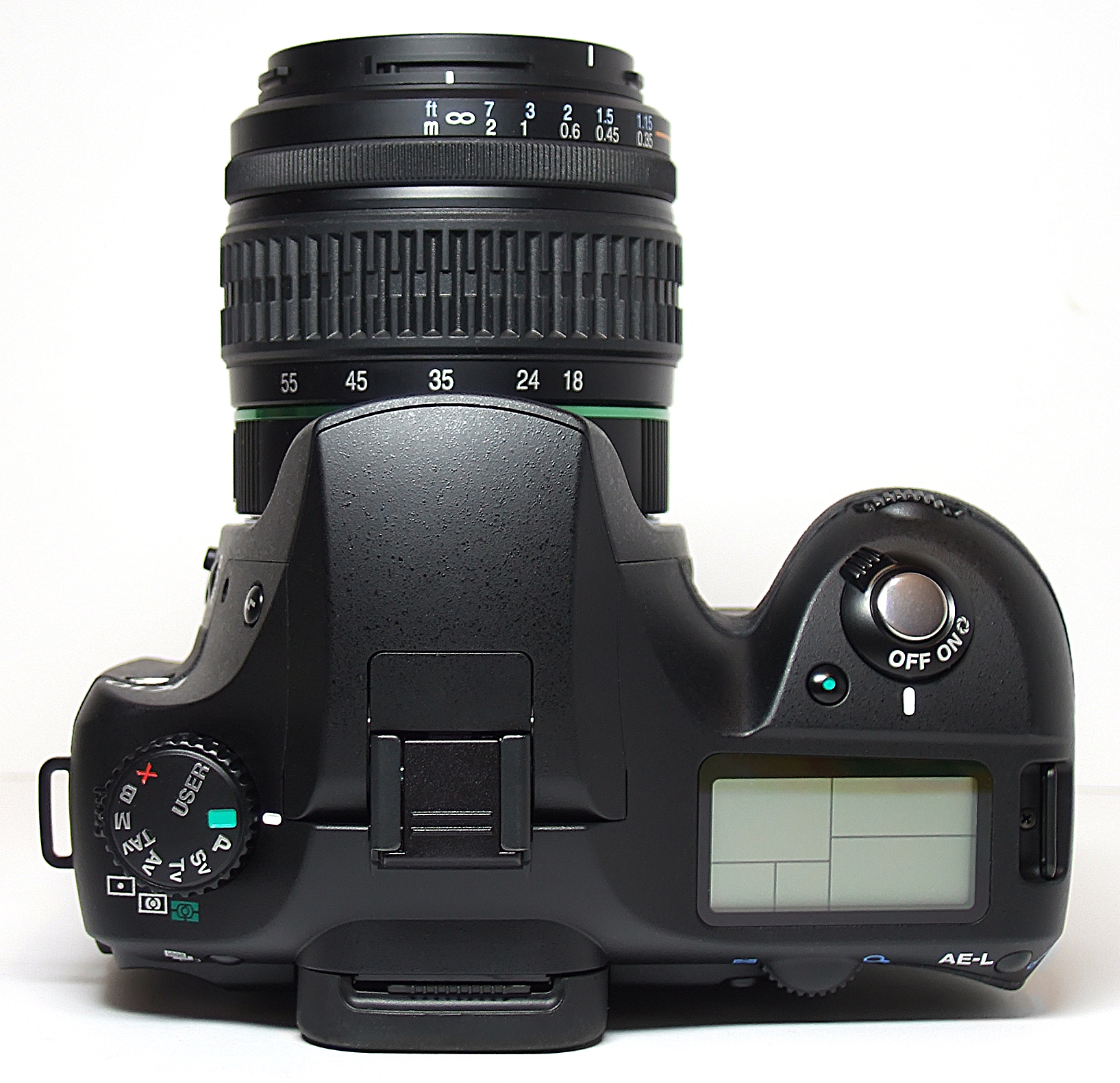
Top.
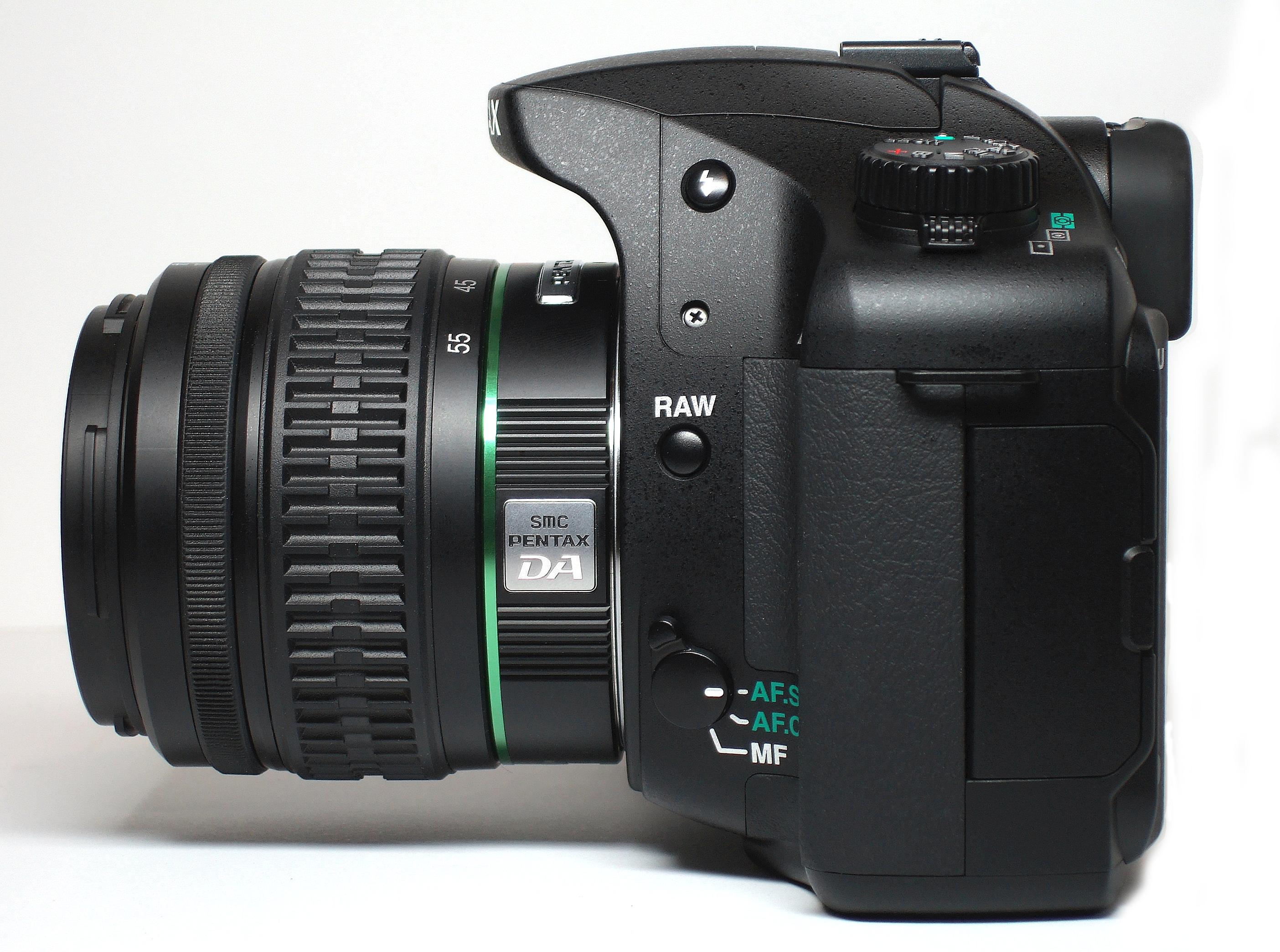

## 额外链接
宾得K10D:
- Full review of the K10D at Digital Photography Review （页面存档备份，存于）
- Full review of the K10D at Imaging Resource （页面存档备份，存于）
- Full review of the K10D at DCRP Review
- Full review of the K10D at Neocamera （页面存档备份，存于）
- Full review of the K10D at Cameralabs （页面存档备份，存于）

三星GX-10:
- Mini-review of the GX-10 at DCRP Review (a supplement to their K10D review, since the two cameras are identical in many respects)
- Review of the GX-10 from Cnet （页面存档备份，存于）

宾得镜头
- Pentax-DA Lens Operating Manual Including details of KAF, KAF2 and KAF3 mount contacts and couplers. Using the Quick-Shift Focus System, etc.